# Gerhard Haase-Hindenberg
Gerhard Haase-Hindenberg (* 14. Mai 1953 in Schweinfurt) ist ein deutscher Schauspieler, Regisseur, Publizist und Buchautor.

## Leben und Werk
Nach dem Abitur, das Haase-Hindenberg auf dem zweiten Bildungsweg nachholte, siedelte er 1978 bis 1981 für eine Schauspielausbildung an der Hochschule für Schauspielkunst „Ernst Busch“ Berlin zeitweise in die DDR über. Zuvor hatte er bei der Schauspiellehrerin Marlise Ludwig Unterricht absolviert.
Haase-Hindenberg war als Schauspieler, Regisseur und Stückautor an Theatern in Nürnberg, München, Berlin und diversen Festspielen tätig; unter anderem im Sommer 2009 bei den Schlossfestspielen Ettlingen im Broadway-Musical City of Angels in der Rolle des Buddy Fidler. 2012 bis 2014 war er mit der Uraufführungsinszenierung von Die Harry-Belafonte-Story auf Theatertournee durch Deutschland, Österreich und die Schweiz. Außerdem arbeitete er für zahlreiche Fernsehproduktionen wie Der König von St. Pauli und in verschiedenen Serien wie Balko, Edel und Starck und SOKO Leipzig, sowie einige Kinofilmen wie Der Schatten des Schreibers des österreichischen Regisseurs Niki List. 2007 übernahm er die Rolle des Reichsmarschalls Hermann Göring im Hollywood-Kinofilm Operation Walküre – Das Stauffenberg-Attentat. Im Frühjahr 2023 stand er in Wien als Vater von Max Brod in dem TV-Mehrteiler "Kafka" (Regie: David Schalko) vor der Kamera.
Seit 2004 hat Haase-Hindenberg bereits mehrere zeitgeschichtliche Bücher veröffentlicht. Der TV-Journalist Niels Negendank begleitete ihn für seine Dokumentation Der Geschichtenerzähler zu Buchrecherchen nach Kathmandu, Kairo und ins ghanaische Gambaga. Sein Buch Der Mann, der die Mauer öffnete war die Grundlage für den preisgekrönten TV-Film Bornholmer Straße, in dem er die Rolle eines ARD-Reporters spielte. Das 2014 erschienene Buch Sex im Kopf – Die erotischen Phantasien der Deutschen hielt sich wochenlang in der Spiegel-Bestsellerliste. Im April 2016 erschien als Nachfolgeproduktion Die enthemmten Deutschen – Von der neuen Lust auf Sex mit authentischen Reportagen über das vielfältige Sexualleben in Deutschland. Im September 2021 erschien sein Buch "Ich bin noch nie einem Juden begegnet ..." mit zahlreichen jüdischen Lebensgeschichten, womit die ganze Breite jüdischen Lebens in Deutschland abgebildet wird.
Seit dem Wintersemester 2017/18 erteilt Haase-Hindenberg als Lehrbeauftragter sprecherzieherischen Unterricht in der Rabbinerausbildung des Abraham-Geiger-Kollegs an der Universität Potsdam.
Publizistisch trat Haase-Hindenberg mit Reportagen und Interviews unter anderem in der Berliner Zeitung, der Welt/Welt am Sonntag, der Zeit/Zeit-Magazin und im Cicero sowie in Hörfunksendern in Erscheinung. Mehr als zehn Jahre war er außerdem Gastgeber der MDR-Hörfunkreihe Das Buch im Blick prominenter Zeitgenossen. Seit Februar 2016 ist er Autor der Jüdischen Allgemeinen. Er lebt in Berlin-Charlottenburg.
Im Jahr 2024 wirkte er in Rosa von Praunheims Dokudrama Dreißig Jahre an der Peitsche mit.

## Veröffentlichungen
- »Ich bin noch nie einem Juden begegnet ...« Lebensgeschichten aus Deutschland. Edition Körber, Hamburg 2021, ISBN 978-3-89684-290-9.
- Publizistische Arbeiten für die Jüdische Allgemeine: https://www.juedische-allgemeine.de/autor/gerhard-haase-hindenberg/
- Die enthemmten Deutschen – Von der neuen Lust auf Sex. Rowohlt, Reinbek 2016, ISBN 978-3-499-63118-4.
- Sex im Kopf – Die erotischen Phantasien der Deutschen. Rowohlt, Reinbek 2014, ISBN 978-3-499-62903-7.
- mit Shahinda Maklad: Ich werde nicht zerbrechen. Bastei Lübbe, Köln 2012, ISBN 978-3-404-60675-7.
- Polina – Von der Moskauer Vorstadt auf die großen Bühnen der Welt. vgs/Egmont, Köln 2010, ISBN 978-3-8025-3714-1.
- Verborgenes Kairo – Menschen, Mythen, Orte. Malik, München 2009, ISBN 978-3-89029-751-4; in einer aktualisierten Version unter dem Titel Die Menschen von Kairo. (Malik National Geographic, 437). 2011, ISBN 978-3-492-40437-2.
- Die Hexe von Gushiegu. Wie afrikanischer Geisterglaube das Leben der Asara Azindu zerstörte. Heyne, München 2009, ISBN 978-3-453-15570-1.
- Der Mann, der die Mauer öffnete. Warum Oberstleutnant Harald Jäger den Befehl verweigerte und damit Weltgeschichte schrieb. Heyne, München 2007, ISBN 978-3-453-12713-5.
- Göttin auf Zeit. Amitas Kindheit als Kumari in Kathmandu. Heyne, München 2006, ISBN 3-453-12033-7. (2007 Übersetzung ins Polnische als Bogini).
- Das Mädchen aus der Totenstadt. Monas Leben auf den Gräbern Kairos. Heyne, München 2008, ISBN 978-3-453-12765-4. (2009 Übersetzung ins Tschechische als Děvče z města mrtvých; 2010 Übersetzung ins Portugiesische A Medida Da Cidade Dos Mortos) Doku zum Buch: https://www.youtube.com/watch?v=XBbjWkIFRCU&t=19s
- mit Pierre Boom: Der fremde Vater. Der Sohn des Kanzlerspions Guillaume erinnert sich. Aufbau-Verlag, Berlin 2004, ISBN 3-351-02567-X.
- Museen und Galerien in Berlin. Eine Szene im Umbruch. Goethe-Institut Inter Nationes, Bonn 2002.
- Frauen in der Bundeswehr: das erste Jahr; ein Schritt zu mehr Emanzipation. Goethe-Institut Inter Nationes, Bonn 2001.

## Bühnenstücke
- Drei Damen im Chor oder Trio musicale: Musikalische Komödie (Buch), zusammen mit Thomas Erich Killinger (Musik & Arrangement), Hamburg: Whale Songs Communications Verlags-Gesellschaft, 2001
- Max Boxheimers letzte Show Musical (Buch), zusammen mit Gretchen Cryer (amerik. Liedtexte und Musik) und Thomas Erich Killinger (Musik & Arrangement), Hamburg: Whale Songs Communications Verlags-Gesellschaft, 2001
- Die zwölfte Nacht, Komödie mit Musik nach William Shakespeares Was ihr wollt (Bearbeitung), zusammen mit Thomas Erich Killinger (Musik & Arrangement)
- Romanisches Café, Musikalische Revue (Buch), zusammen mit Wolfgang Köhler (Musik und Arrangement), Hamburg: Whale Songs Communications Verlags-Gesellschaft, 2000